# Матч за звание чемпиона мира по шахматам по версии ФИДЕ 1996
Матч на первенство мира по шахматам по версии ФИДЕ между чемпионом мира Анатолием Карповым и Гатой Камским проходил с 6 июня по 11 июля 1996 года в Элисте. Регламент: 20 партий на большинство. Карпов уверенно выиграл состязание, выиграв 6 партий, проиграв 3, и 9 партий закончились вничью. После 18-й партии матч был досрочно прекращён, так как Камский потерял теоретические шансы догнать соперника.
| №           | Участники        | Рейтинг | 1 | 2 | 3 | 4 | 5 | 6 | 7 | 8 | 9 | 10 | 11 | 12 | 13 | 14 | 15 | 16 | 17 | 18 | Очки |
| ----------- | ---------------- | ------- | - | - | - | - | - | - | - | - | - | -- | -- | -- | -- | -- | -- | -- | -- | -- | ---- |
| 1           | Карпов, Анатолий |         | 1 | 0 | ½ | 1 | ½ | 1 | 1 | ½ | 1 | 0  | ½  | ½  | ½  | 1  | ½  | 0  | ½  | ½  | 10½  |
| 2           | Камский, Гата    |         | 0 | 1 | ½ | 0 | ½ | 0 | 0 | ½ | 0 | 1  | ½  | ½  | ½  | 0  | ½  | 1  | ½  | ½  | 7½   |
| Игровые дни |                  |         |   |   |   |   |   |   |   |   |   |    |    |    |    |    |    |    |    |    |      |

## Примечательные партии

### Камский — Карпов. Русская партия
|   | a | b | c | d | e | f | g | h |   |
| - | --- | --- | --- | --- | --- | --- | --- | --- | - |
| 8 | e8 чёрная ладья · f8 чёрный король · a7 чёрная пешка · c7 чёрная пешка · e7 чёрная ладья · f7 чёрная пешка · g7 чёрная пешка · b6 чёрная пешка · d6 чёрный слон · f6 чёрный ферзь · h6 чёрная пешка · d5 белая пешка · c4 белая пешка · g4 чёрный слон · d3 белый ферзь · g3 белая пешка · a2 белая пешка · c2 белый слон · d2 белый слон · f2 белая пешка · g2 белый король · h2 белая пешка · c1 белая ладья · e1 белая ладья | e8 чёрная ладья · f8 чёрный король · a7 чёрная пешка · c7 чёрная пешка · e7 чёрная ладья · f7 чёрная пешка · g7 чёрная пешка · b6 чёрная пешка · d6 чёрный слон · f6 чёрный ферзь · h6 чёрная пешка · d5 белая пешка · c4 белая пешка · g4 чёрный слон · d3 белый ферзь · g3 белая пешка · a2 белая пешка · c2 белый слон · d2 белый слон · f2 белая пешка · g2 белый король · h2 белая пешка · c1 белая ладья · e1 белая ладья | e8 чёрная ладья · f8 чёрный король · a7 чёрная пешка · c7 чёрная пешка · e7 чёрная ладья · f7 чёрная пешка · g7 чёрная пешка · b6 чёрная пешка · d6 чёрный слон · f6 чёрный ферзь · h6 чёрная пешка · d5 белая пешка · c4 белая пешка · g4 чёрный слон · d3 белый ферзь · g3 белая пешка · a2 белая пешка · c2 белый слон · d2 белый слон · f2 белая пешка · g2 белый король · h2 белая пешка · c1 белая ладья · e1 белая ладья | e8 чёрная ладья · f8 чёрный король · a7 чёрная пешка · c7 чёрная пешка · e7 чёрная ладья · f7 чёрная пешка · g7 чёрная пешка · b6 чёрная пешка · d6 чёрный слон · f6 чёрный ферзь · h6 чёрная пешка · d5 белая пешка · c4 белая пешка · g4 чёрный слон · d3 белый ферзь · g3 белая пешка · a2 белая пешка · c2 белый слон · d2 белый слон · f2 белая пешка · g2 белый король · h2 белая пешка · c1 белая ладья · e1 белая ладья | e8 чёрная ладья · f8 чёрный король · a7 чёрная пешка · c7 чёрная пешка · e7 чёрная ладья · f7 чёрная пешка · g7 чёрная пешка · b6 чёрная пешка · d6 чёрный слон · f6 чёрный ферзь · h6 чёрная пешка · d5 белая пешка · c4 белая пешка · g4 чёрный слон · d3 белый ферзь · g3 белая пешка · a2 белая пешка · c2 белый слон · d2 белый слон · f2 белая пешка · g2 белый король · h2 белая пешка · c1 белая ладья · e1 белая ладья | e8 чёрная ладья · f8 чёрный король · a7 чёрная пешка · c7 чёрная пешка · e7 чёрная ладья · f7 чёрная пешка · g7 чёрная пешка · b6 чёрная пешка · d6 чёрный слон · f6 чёрный ферзь · h6 чёрная пешка · d5 белая пешка · c4 белая пешка · g4 чёрный слон · d3 белый ферзь · g3 белая пешка · a2 белая пешка · c2 белый слон · d2 белый слон · f2 белая пешка · g2 белый король · h2 белая пешка · c1 белая ладья · e1 белая ладья | e8 чёрная ладья · f8 чёрный король · a7 чёрная пешка · c7 чёрная пешка · e7 чёрная ладья · f7 чёрная пешка · g7 чёрная пешка · b6 чёрная пешка · d6 чёрный слон · f6 чёрный ферзь · h6 чёрная пешка · d5 белая пешка · c4 белая пешка · g4 чёрный слон · d3 белый ферзь · g3 белая пешка · a2 белая пешка · c2 белый слон · d2 белый слон · f2 белая пешка · g2 белый король · h2 белая пешка · c1 белая ладья · e1 белая ладья | e8 чёрная ладья · f8 чёрный король · a7 чёрная пешка · c7 чёрная пешка · e7 чёрная ладья · f7 чёрная пешка · g7 чёрная пешка · b6 чёрная пешка · d6 чёрный слон · f6 чёрный ферзь · h6 чёрная пешка · d5 белая пешка · c4 белая пешка · g4 чёрный слон · d3 белый ферзь · g3 белая пешка · a2 белая пешка · c2 белый слон · d2 белый слон · f2 белая пешка · g2 белый король · h2 белая пешка · c1 белая ладья · e1 белая ладья | 8 |
| 7 | e8 чёрная ладья · f8 чёрный король · a7 чёрная пешка · c7 чёрная пешка · e7 чёрная ладья · f7 чёрная пешка · g7 чёрная пешка · b6 чёрная пешка · d6 чёрный слон · f6 чёрный ферзь · h6 чёрная пешка · d5 белая пешка · c4 белая пешка · g4 чёрный слон · d3 белый ферзь · g3 белая пешка · a2 белая пешка · c2 белый слон · d2 белый слон · f2 белая пешка · g2 белый король · h2 белая пешка · c1 белая ладья · e1 белая ладья | e8 чёрная ладья · f8 чёрный король · a7 чёрная пешка · c7 чёрная пешка · e7 чёрная ладья · f7 чёрная пешка · g7 чёрная пешка · b6 чёрная пешка · d6 чёрный слон · f6 чёрный ферзь · h6 чёрная пешка · d5 белая пешка · c4 белая пешка · g4 чёрный слон · d3 белый ферзь · g3 белая пешка · a2 белая пешка · c2 белый слон · d2 белый слон · f2 белая пешка · g2 белый король · h2 белая пешка · c1 белая ладья · e1 белая ладья | e8 чёрная ладья · f8 чёрный король · a7 чёрная пешка · c7 чёрная пешка · e7 чёрная ладья · f7 чёрная пешка · g7 чёрная пешка · b6 чёрная пешка · d6 чёрный слон · f6 чёрный ферзь · h6 чёрная пешка · d5 белая пешка · c4 белая пешка · g4 чёрный слон · d3 белый ферзь · g3 белая пешка · a2 белая пешка · c2 белый слон · d2 белый слон · f2 белая пешка · g2 белый король · h2 белая пешка · c1 белая ладья · e1 белая ладья | e8 чёрная ладья · f8 чёрный король · a7 чёрная пешка · c7 чёрная пешка · e7 чёрная ладья · f7 чёрная пешка · g7 чёрная пешка · b6 чёрная пешка · d6 чёрный слон · f6 чёрный ферзь · h6 чёрная пешка · d5 белая пешка · c4 белая пешка · g4 чёрный слон · d3 белый ферзь · g3 белая пешка · a2 белая пешка · c2 белый слон · d2 белый слон · f2 белая пешка · g2 белый король · h2 белая пешка · c1 белая ладья · e1 белая ладья | e8 чёрная ладья · f8 чёрный король · a7 чёрная пешка · c7 чёрная пешка · e7 чёрная ладья · f7 чёрная пешка · g7 чёрная пешка · b6 чёрная пешка · d6 чёрный слон · f6 чёрный ферзь · h6 чёрная пешка · d5 белая пешка · c4 белая пешка · g4 чёрный слон · d3 белый ферзь · g3 белая пешка · a2 белая пешка · c2 белый слон · d2 белый слон · f2 белая пешка · g2 белый король · h2 белая пешка · c1 белая ладья · e1 белая ладья | e8 чёрная ладья · f8 чёрный король · a7 чёрная пешка · c7 чёрная пешка · e7 чёрная ладья · f7 чёрная пешка · g7 чёрная пешка · b6 чёрная пешка · d6 чёрный слон · f6 чёрный ферзь · h6 чёрная пешка · d5 белая пешка · c4 белая пешка · g4 чёрный слон · d3 белый ферзь · g3 белая пешка · a2 белая пешка · c2 белый слон · d2 белый слон · f2 белая пешка · g2 белый король · h2 белая пешка · c1 белая ладья · e1 белая ладья | e8 чёрная ладья · f8 чёрный король · a7 чёрная пешка · c7 чёрная пешка · e7 чёрная ладья · f7 чёрная пешка · g7 чёрная пешка · b6 чёрная пешка · d6 чёрный слон · f6 чёрный ферзь · h6 чёрная пешка · d5 белая пешка · c4 белая пешка · g4 чёрный слон · d3 белый ферзь · g3 белая пешка · a2 белая пешка · c2 белый слон · d2 белый слон · f2 белая пешка · g2 белый король · h2 белая пешка · c1 белая ладья · e1 белая ладья | e8 чёрная ладья · f8 чёрный король · a7 чёрная пешка · c7 чёрная пешка · e7 чёрная ладья · f7 чёрная пешка · g7 чёрная пешка · b6 чёрная пешка · d6 чёрный слон · f6 чёрный ферзь · h6 чёрная пешка · d5 белая пешка · c4 белая пешка · g4 чёрный слон · d3 белый ферзь · g3 белая пешка · a2 белая пешка · c2 белый слон · d2 белый слон · f2 белая пешка · g2 белый король · h2 белая пешка · c1 белая ладья · e1 белая ладья | 7 |
| 6 | e8 чёрная ладья · f8 чёрный король · a7 чёрная пешка · c7 чёрная пешка · e7 чёрная ладья · f7 чёрная пешка · g7 чёрная пешка · b6 чёрная пешка · d6 чёрный слон · f6 чёрный ферзь · h6 чёрная пешка · d5 белая пешка · c4 белая пешка · g4 чёрный слон · d3 белый ферзь · g3 белая пешка · a2 белая пешка · c2 белый слон · d2 белый слон · f2 белая пешка · g2 белый король · h2 белая пешка · c1 белая ладья · e1 белая ладья | e8 чёрная ладья · f8 чёрный король · a7 чёрная пешка · c7 чёрная пешка · e7 чёрная ладья · f7 чёрная пешка · g7 чёрная пешка · b6 чёрная пешка · d6 чёрный слон · f6 чёрный ферзь · h6 чёрная пешка · d5 белая пешка · c4 белая пешка · g4 чёрный слон · d3 белый ферзь · g3 белая пешка · a2 белая пешка · c2 белый слон · d2 белый слон · f2 белая пешка · g2 белый король · h2 белая пешка · c1 белая ладья · e1 белая ладья | e8 чёрная ладья · f8 чёрный король · a7 чёрная пешка · c7 чёрная пешка · e7 чёрная ладья · f7 чёрная пешка · g7 чёрная пешка · b6 чёрная пешка · d6 чёрный слон · f6 чёрный ферзь · h6 чёрная пешка · d5 белая пешка · c4 белая пешка · g4 чёрный слон · d3 белый ферзь · g3 белая пешка · a2 белая пешка · c2 белый слон · d2 белый слон · f2 белая пешка · g2 белый король · h2 белая пешка · c1 белая ладья · e1 белая ладья | e8 чёрная ладья · f8 чёрный король · a7 чёрная пешка · c7 чёрная пешка · e7 чёрная ладья · f7 чёрная пешка · g7 чёрная пешка · b6 чёрная пешка · d6 чёрный слон · f6 чёрный ферзь · h6 чёрная пешка · d5 белая пешка · c4 белая пешка · g4 чёрный слон · d3 белый ферзь · g3 белая пешка · a2 белая пешка · c2 белый слон · d2 белый слон · f2 белая пешка · g2 белый король · h2 белая пешка · c1 белая ладья · e1 белая ладья | e8 чёрная ладья · f8 чёрный король · a7 чёрная пешка · c7 чёрная пешка · e7 чёрная ладья · f7 чёрная пешка · g7 чёрная пешка · b6 чёрная пешка · d6 чёрный слон · f6 чёрный ферзь · h6 чёрная пешка · d5 белая пешка · c4 белая пешка · g4 чёрный слон · d3 белый ферзь · g3 белая пешка · a2 белая пешка · c2 белый слон · d2 белый слон · f2 белая пешка · g2 белый король · h2 белая пешка · c1 белая ладья · e1 белая ладья | e8 чёрная ладья · f8 чёрный король · a7 чёрная пешка · c7 чёрная пешка · e7 чёрная ладья · f7 чёрная пешка · g7 чёрная пешка · b6 чёрная пешка · d6 чёрный слон · f6 чёрный ферзь · h6 чёрная пешка · d5 белая пешка · c4 белая пешка · g4 чёрный слон · d3 белый ферзь · g3 белая пешка · a2 белая пешка · c2 белый слон · d2 белый слон · f2 белая пешка · g2 белый король · h2 белая пешка · c1 белая ладья · e1 белая ладья | e8 чёрная ладья · f8 чёрный король · a7 чёрная пешка · c7 чёрная пешка · e7 чёрная ладья · f7 чёрная пешка · g7 чёрная пешка · b6 чёрная пешка · d6 чёрный слон · f6 чёрный ферзь · h6 чёрная пешка · d5 белая пешка · c4 белая пешка · g4 чёрный слон · d3 белый ферзь · g3 белая пешка · a2 белая пешка · c2 белый слон · d2 белый слон · f2 белая пешка · g2 белый король · h2 белая пешка · c1 белая ладья · e1 белая ладья | e8 чёрная ладья · f8 чёрный король · a7 чёрная пешка · c7 чёрная пешка · e7 чёрная ладья · f7 чёрная пешка · g7 чёрная пешка · b6 чёрная пешка · d6 чёрный слон · f6 чёрный ферзь · h6 чёрная пешка · d5 белая пешка · c4 белая пешка · g4 чёрный слон · d3 белый ферзь · g3 белая пешка · a2 белая пешка · c2 белый слон · d2 белый слон · f2 белая пешка · g2 белый король · h2 белая пешка · c1 белая ладья · e1 белая ладья | 6 |
| 5 | e8 чёрная ладья · f8 чёрный король · a7 чёрная пешка · c7 чёрная пешка · e7 чёрная ладья · f7 чёрная пешка · g7 чёрная пешка · b6 чёрная пешка · d6 чёрный слон · f6 чёрный ферзь · h6 чёрная пешка · d5 белая пешка · c4 белая пешка · g4 чёрный слон · d3 белый ферзь · g3 белая пешка · a2 белая пешка · c2 белый слон · d2 белый слон · f2 белая пешка · g2 белый король · h2 белая пешка · c1 белая ладья · e1 белая ладья | e8 чёрная ладья · f8 чёрный король · a7 чёрная пешка · c7 чёрная пешка · e7 чёрная ладья · f7 чёрная пешка · g7 чёрная пешка · b6 чёрная пешка · d6 чёрный слон · f6 чёрный ферзь · h6 чёрная пешка · d5 белая пешка · c4 белая пешка · g4 чёрный слон · d3 белый ферзь · g3 белая пешка · a2 белая пешка · c2 белый слон · d2 белый слон · f2 белая пешка · g2 белый король · h2 белая пешка · c1 белая ладья · e1 белая ладья | e8 чёрная ладья · f8 чёрный король · a7 чёрная пешка · c7 чёрная пешка · e7 чёрная ладья · f7 чёрная пешка · g7 чёрная пешка · b6 чёрная пешка · d6 чёрный слон · f6 чёрный ферзь · h6 чёрная пешка · d5 белая пешка · c4 белая пешка · g4 чёрный слон · d3 белый ферзь · g3 белая пешка · a2 белая пешка · c2 белый слон · d2 белый слон · f2 белая пешка · g2 белый король · h2 белая пешка · c1 белая ладья · e1 белая ладья | e8 чёрная ладья · f8 чёрный король · a7 чёрная пешка · c7 чёрная пешка · e7 чёрная ладья · f7 чёрная пешка · g7 чёрная пешка · b6 чёрная пешка · d6 чёрный слон · f6 чёрный ферзь · h6 чёрная пешка · d5 белая пешка · c4 белая пешка · g4 чёрный слон · d3 белый ферзь · g3 белая пешка · a2 белая пешка · c2 белый слон · d2 белый слон · f2 белая пешка · g2 белый король · h2 белая пешка · c1 белая ладья · e1 белая ладья | e8 чёрная ладья · f8 чёрный король · a7 чёрная пешка · c7 чёрная пешка · e7 чёрная ладья · f7 чёрная пешка · g7 чёрная пешка · b6 чёрная пешка · d6 чёрный слон · f6 чёрный ферзь · h6 чёрная пешка · d5 белая пешка · c4 белая пешка · g4 чёрный слон · d3 белый ферзь · g3 белая пешка · a2 белая пешка · c2 белый слон · d2 белый слон · f2 белая пешка · g2 белый король · h2 белая пешка · c1 белая ладья · e1 белая ладья | e8 чёрная ладья · f8 чёрный король · a7 чёрная пешка · c7 чёрная пешка · e7 чёрная ладья · f7 чёрная пешка · g7 чёрная пешка · b6 чёрная пешка · d6 чёрный слон · f6 чёрный ферзь · h6 чёрная пешка · d5 белая пешка · c4 белая пешка · g4 чёрный слон · d3 белый ферзь · g3 белая пешка · a2 белая пешка · c2 белый слон · d2 белый слон · f2 белая пешка · g2 белый король · h2 белая пешка · c1 белая ладья · e1 белая ладья | e8 чёрная ладья · f8 чёрный король · a7 чёрная пешка · c7 чёрная пешка · e7 чёрная ладья · f7 чёрная пешка · g7 чёрная пешка · b6 чёрная пешка · d6 чёрный слон · f6 чёрный ферзь · h6 чёрная пешка · d5 белая пешка · c4 белая пешка · g4 чёрный слон · d3 белый ферзь · g3 белая пешка · a2 белая пешка · c2 белый слон · d2 белый слон · f2 белая пешка · g2 белый король · h2 белая пешка · c1 белая ладья · e1 белая ладья | e8 чёрная ладья · f8 чёрный король · a7 чёрная пешка · c7 чёрная пешка · e7 чёрная ладья · f7 чёрная пешка · g7 чёрная пешка · b6 чёрная пешка · d6 чёрный слон · f6 чёрный ферзь · h6 чёрная пешка · d5 белая пешка · c4 белая пешка · g4 чёрный слон · d3 белый ферзь · g3 белая пешка · a2 белая пешка · c2 белый слон · d2 белый слон · f2 белая пешка · g2 белый король · h2 белая пешка · c1 белая ладья · e1 белая ладья | 5 |
| 4 | e8 чёрная ладья · f8 чёрный король · a7 чёрная пешка · c7 чёрная пешка · e7 чёрная ладья · f7 чёрная пешка · g7 чёрная пешка · b6 чёрная пешка · d6 чёрный слон · f6 чёрный ферзь · h6 чёрная пешка · d5 белая пешка · c4 белая пешка · g4 чёрный слон · d3 белый ферзь · g3 белая пешка · a2 белая пешка · c2 белый слон · d2 белый слон · f2 белая пешка · g2 белый король · h2 белая пешка · c1 белая ладья · e1 белая ладья | e8 чёрная ладья · f8 чёрный король · a7 чёрная пешка · c7 чёрная пешка · e7 чёрная ладья · f7 чёрная пешка · g7 чёрная пешка · b6 чёрная пешка · d6 чёрный слон · f6 чёрный ферзь · h6 чёрная пешка · d5 белая пешка · c4 белая пешка · g4 чёрный слон · d3 белый ферзь · g3 белая пешка · a2 белая пешка · c2 белый слон · d2 белый слон · f2 белая пешка · g2 белый король · h2 белая пешка · c1 белая ладья · e1 белая ладья | e8 чёрная ладья · f8 чёрный король · a7 чёрная пешка · c7 чёрная пешка · e7 чёрная ладья · f7 чёрная пешка · g7 чёрная пешка · b6 чёрная пешка · d6 чёрный слон · f6 чёрный ферзь · h6 чёрная пешка · d5 белая пешка · c4 белая пешка · g4 чёрный слон · d3 белый ферзь · g3 белая пешка · a2 белая пешка · c2 белый слон · d2 белый слон · f2 белая пешка · g2 белый король · h2 белая пешка · c1 белая ладья · e1 белая ладья | e8 чёрная ладья · f8 чёрный король · a7 чёрная пешка · c7 чёрная пешка · e7 чёрная ладья · f7 чёрная пешка · g7 чёрная пешка · b6 чёрная пешка · d6 чёрный слон · f6 чёрный ферзь · h6 чёрная пешка · d5 белая пешка · c4 белая пешка · g4 чёрный слон · d3 белый ферзь · g3 белая пешка · a2 белая пешка · c2 белый слон · d2 белый слон · f2 белая пешка · g2 белый король · h2 белая пешка · c1 белая ладья · e1 белая ладья | e8 чёрная ладья · f8 чёрный король · a7 чёрная пешка · c7 чёрная пешка · e7 чёрная ладья · f7 чёрная пешка · g7 чёрная пешка · b6 чёрная пешка · d6 чёрный слон · f6 чёрный ферзь · h6 чёрная пешка · d5 белая пешка · c4 белая пешка · g4 чёрный слон · d3 белый ферзь · g3 белая пешка · a2 белая пешка · c2 белый слон · d2 белый слон · f2 белая пешка · g2 белый король · h2 белая пешка · c1 белая ладья · e1 белая ладья | e8 чёрная ладья · f8 чёрный король · a7 чёрная пешка · c7 чёрная пешка · e7 чёрная ладья · f7 чёрная пешка · g7 чёрная пешка · b6 чёрная пешка · d6 чёрный слон · f6 чёрный ферзь · h6 чёрная пешка · d5 белая пешка · c4 белая пешка · g4 чёрный слон · d3 белый ферзь · g3 белая пешка · a2 белая пешка · c2 белый слон · d2 белый слон · f2 белая пешка · g2 белый король · h2 белая пешка · c1 белая ладья · e1 белая ладья | e8 чёрная ладья · f8 чёрный король · a7 чёрная пешка · c7 чёрная пешка · e7 чёрная ладья · f7 чёрная пешка · g7 чёрная пешка · b6 чёрная пешка · d6 чёрный слон · f6 чёрный ферзь · h6 чёрная пешка · d5 белая пешка · c4 белая пешка · g4 чёрный слон · d3 белый ферзь · g3 белая пешка · a2 белая пешка · c2 белый слон · d2 белый слон · f2 белая пешка · g2 белый король · h2 белая пешка · c1 белая ладья · e1 белая ладья | e8 чёрная ладья · f8 чёрный король · a7 чёрная пешка · c7 чёрная пешка · e7 чёрная ладья · f7 чёрная пешка · g7 чёрная пешка · b6 чёрная пешка · d6 чёрный слон · f6 чёрный ферзь · h6 чёрная пешка · d5 белая пешка · c4 белая пешка · g4 чёрный слон · d3 белый ферзь · g3 белая пешка · a2 белая пешка · c2 белый слон · d2 белый слон · f2 белая пешка · g2 белый король · h2 белая пешка · c1 белая ладья · e1 белая ладья | 4 |
| 3 | e8 чёрная ладья · f8 чёрный король · a7 чёрная пешка · c7 чёрная пешка · e7 чёрная ладья · f7 чёрная пешка · g7 чёрная пешка · b6 чёрная пешка · d6 чёрный слон · f6 чёрный ферзь · h6 чёрная пешка · d5 белая пешка · c4 белая пешка · g4 чёрный слон · d3 белый ферзь · g3 белая пешка · a2 белая пешка · c2 белый слон · d2 белый слон · f2 белая пешка · g2 белый король · h2 белая пешка · c1 белая ладья · e1 белая ладья | e8 чёрная ладья · f8 чёрный король · a7 чёрная пешка · c7 чёрная пешка · e7 чёрная ладья · f7 чёрная пешка · g7 чёрная пешка · b6 чёрная пешка · d6 чёрный слон · f6 чёрный ферзь · h6 чёрная пешка · d5 белая пешка · c4 белая пешка · g4 чёрный слон · d3 белый ферзь · g3 белая пешка · a2 белая пешка · c2 белый слон · d2 белый слон · f2 белая пешка · g2 белый король · h2 белая пешка · c1 белая ладья · e1 белая ладья | e8 чёрная ладья · f8 чёрный король · a7 чёрная пешка · c7 чёрная пешка · e7 чёрная ладья · f7 чёрная пешка · g7 чёрная пешка · b6 чёрная пешка · d6 чёрный слон · f6 чёрный ферзь · h6 чёрная пешка · d5 белая пешка · c4 белая пешка · g4 чёрный слон · d3 белый ферзь · g3 белая пешка · a2 белая пешка · c2 белый слон · d2 белый слон · f2 белая пешка · g2 белый король · h2 белая пешка · c1 белая ладья · e1 белая ладья | e8 чёрная ладья · f8 чёрный король · a7 чёрная пешка · c7 чёрная пешка · e7 чёрная ладья · f7 чёрная пешка · g7 чёрная пешка · b6 чёрная пешка · d6 чёрный слон · f6 чёрный ферзь · h6 чёрная пешка · d5 белая пешка · c4 белая пешка · g4 чёрный слон · d3 белый ферзь · g3 белая пешка · a2 белая пешка · c2 белый слон · d2 белый слон · f2 белая пешка · g2 белый король · h2 белая пешка · c1 белая ладья · e1 белая ладья | e8 чёрная ладья · f8 чёрный король · a7 чёрная пешка · c7 чёрная пешка · e7 чёрная ладья · f7 чёрная пешка · g7 чёрная пешка · b6 чёрная пешка · d6 чёрный слон · f6 чёрный ферзь · h6 чёрная пешка · d5 белая пешка · c4 белая пешка · g4 чёрный слон · d3 белый ферзь · g3 белая пешка · a2 белая пешка · c2 белый слон · d2 белый слон · f2 белая пешка · g2 белый король · h2 белая пешка · c1 белая ладья · e1 белая ладья | e8 чёрная ладья · f8 чёрный король · a7 чёрная пешка · c7 чёрная пешка · e7 чёрная ладья · f7 чёрная пешка · g7 чёрная пешка · b6 чёрная пешка · d6 чёрный слон · f6 чёрный ферзь · h6 чёрная пешка · d5 белая пешка · c4 белая пешка · g4 чёрный слон · d3 белый ферзь · g3 белая пешка · a2 белая пешка · c2 белый слон · d2 белый слон · f2 белая пешка · g2 белый король · h2 белая пешка · c1 белая ладья · e1 белая ладья | e8 чёрная ладья · f8 чёрный король · a7 чёрная пешка · c7 чёрная пешка · e7 чёрная ладья · f7 чёрная пешка · g7 чёрная пешка · b6 чёрная пешка · d6 чёрный слон · f6 чёрный ферзь · h6 чёрная пешка · d5 белая пешка · c4 белая пешка · g4 чёрный слон · d3 белый ферзь · g3 белая пешка · a2 белая пешка · c2 белый слон · d2 белый слон · f2 белая пешка · g2 белый король · h2 белая пешка · c1 белая ладья · e1 белая ладья | e8 чёрная ладья · f8 чёрный король · a7 чёрная пешка · c7 чёрная пешка · e7 чёрная ладья · f7 чёрная пешка · g7 чёрная пешка · b6 чёрная пешка · d6 чёрный слон · f6 чёрный ферзь · h6 чёрная пешка · d5 белая пешка · c4 белая пешка · g4 чёрный слон · d3 белый ферзь · g3 белая пешка · a2 белая пешка · c2 белый слон · d2 белый слон · f2 белая пешка · g2 белый король · h2 белая пешка · c1 белая ладья · e1 белая ладья | 3 |
| 2 | e8 чёрная ладья · f8 чёрный король · a7 чёрная пешка · c7 чёрная пешка · e7 чёрная ладья · f7 чёрная пешка · g7 чёрная пешка · b6 чёрная пешка · d6 чёрный слон · f6 чёрный ферзь · h6 чёрная пешка · d5 белая пешка · c4 белая пешка · g4 чёрный слон · d3 белый ферзь · g3 белая пешка · a2 белая пешка · c2 белый слон · d2 белый слон · f2 белая пешка · g2 белый король · h2 белая пешка · c1 белая ладья · e1 белая ладья | e8 чёрная ладья · f8 чёрный король · a7 чёрная пешка · c7 чёрная пешка · e7 чёрная ладья · f7 чёрная пешка · g7 чёрная пешка · b6 чёрная пешка · d6 чёрный слон · f6 чёрный ферзь · h6 чёрная пешка · d5 белая пешка · c4 белая пешка · g4 чёрный слон · d3 белый ферзь · g3 белая пешка · a2 белая пешка · c2 белый слон · d2 белый слон · f2 белая пешка · g2 белый король · h2 белая пешка · c1 белая ладья · e1 белая ладья | e8 чёрная ладья · f8 чёрный король · a7 чёрная пешка · c7 чёрная пешка · e7 чёрная ладья · f7 чёрная пешка · g7 чёрная пешка · b6 чёрная пешка · d6 чёрный слон · f6 чёрный ферзь · h6 чёрная пешка · d5 белая пешка · c4 белая пешка · g4 чёрный слон · d3 белый ферзь · g3 белая пешка · a2 белая пешка · c2 белый слон · d2 белый слон · f2 белая пешка · g2 белый король · h2 белая пешка · c1 белая ладья · e1 белая ладья | e8 чёрная ладья · f8 чёрный король · a7 чёрная пешка · c7 чёрная пешка · e7 чёрная ладья · f7 чёрная пешка · g7 чёрная пешка · b6 чёрная пешка · d6 чёрный слон · f6 чёрный ферзь · h6 чёрная пешка · d5 белая пешка · c4 белая пешка · g4 чёрный слон · d3 белый ферзь · g3 белая пешка · a2 белая пешка · c2 белый слон · d2 белый слон · f2 белая пешка · g2 белый король · h2 белая пешка · c1 белая ладья · e1 белая ладья | e8 чёрная ладья · f8 чёрный король · a7 чёрная пешка · c7 чёрная пешка · e7 чёрная ладья · f7 чёрная пешка · g7 чёрная пешка · b6 чёрная пешка · d6 чёрный слон · f6 чёрный ферзь · h6 чёрная пешка · d5 белая пешка · c4 белая пешка · g4 чёрный слон · d3 белый ферзь · g3 белая пешка · a2 белая пешка · c2 белый слон · d2 белый слон · f2 белая пешка · g2 белый король · h2 белая пешка · c1 белая ладья · e1 белая ладья | e8 чёрная ладья · f8 чёрный король · a7 чёрная пешка · c7 чёрная пешка · e7 чёрная ладья · f7 чёрная пешка · g7 чёрная пешка · b6 чёрная пешка · d6 чёрный слон · f6 чёрный ферзь · h6 чёрная пешка · d5 белая пешка · c4 белая пешка · g4 чёрный слон · d3 белый ферзь · g3 белая пешка · a2 белая пешка · c2 белый слон · d2 белый слон · f2 белая пешка · g2 белый король · h2 белая пешка · c1 белая ладья · e1 белая ладья | e8 чёрная ладья · f8 чёрный король · a7 чёрная пешка · c7 чёрная пешка · e7 чёрная ладья · f7 чёрная пешка · g7 чёрная пешка · b6 чёрная пешка · d6 чёрный слон · f6 чёрный ферзь · h6 чёрная пешка · d5 белая пешка · c4 белая пешка · g4 чёрный слон · d3 белый ферзь · g3 белая пешка · a2 белая пешка · c2 белый слон · d2 белый слон · f2 белая пешка · g2 белый король · h2 белая пешка · c1 белая ладья · e1 белая ладья | e8 чёрная ладья · f8 чёрный король · a7 чёрная пешка · c7 чёрная пешка · e7 чёрная ладья · f7 чёрная пешка · g7 чёрная пешка · b6 чёрная пешка · d6 чёрный слон · f6 чёрный ферзь · h6 чёрная пешка · d5 белая пешка · c4 белая пешка · g4 чёрный слон · d3 белый ферзь · g3 белая пешка · a2 белая пешка · c2 белый слон · d2 белый слон · f2 белая пешка · g2 белый король · h2 белая пешка · c1 белая ладья · e1 белая ладья | 2 |
| 1 | e8 чёрная ладья · f8 чёрный король · a7 чёрная пешка · c7 чёрная пешка · e7 чёрная ладья · f7 чёрная пешка · g7 чёрная пешка · b6 чёрная пешка · d6 чёрный слон · f6 чёрный ферзь · h6 чёрная пешка · d5 белая пешка · c4 белая пешка · g4 чёрный слон · d3 белый ферзь · g3 белая пешка · a2 белая пешка · c2 белый слон · d2 белый слон · f2 белая пешка · g2 белый король · h2 белая пешка · c1 белая ладья · e1 белая ладья | e8 чёрная ладья · f8 чёрный король · a7 чёрная пешка · c7 чёрная пешка · e7 чёрная ладья · f7 чёрная пешка · g7 чёрная пешка · b6 чёрная пешка · d6 чёрный слон · f6 чёрный ферзь · h6 чёрная пешка · d5 белая пешка · c4 белая пешка · g4 чёрный слон · d3 белый ферзь · g3 белая пешка · a2 белая пешка · c2 белый слон · d2 белый слон · f2 белая пешка · g2 белый король · h2 белая пешка · c1 белая ладья · e1 белая ладья | e8 чёрная ладья · f8 чёрный король · a7 чёрная пешка · c7 чёрная пешка · e7 чёрная ладья · f7 чёрная пешка · g7 чёрная пешка · b6 чёрная пешка · d6 чёрный слон · f6 чёрный ферзь · h6 чёрная пешка · d5 белая пешка · c4 белая пешка · g4 чёрный слон · d3 белый ферзь · g3 белая пешка · a2 белая пешка · c2 белый слон · d2 белый слон · f2 белая пешка · g2 белый король · h2 белая пешка · c1 белая ладья · e1 белая ладья | e8 чёрная ладья · f8 чёрный король · a7 чёрная пешка · c7 чёрная пешка · e7 чёрная ладья · f7 чёрная пешка · g7 чёрная пешка · b6 чёрная пешка · d6 чёрный слон · f6 чёрный ферзь · h6 чёрная пешка · d5 белая пешка · c4 белая пешка · g4 чёрный слон · d3 белый ферзь · g3 белая пешка · a2 белая пешка · c2 белый слон · d2 белый слон · f2 белая пешка · g2 белый король · h2 белая пешка · c1 белая ладья · e1 белая ладья | e8 чёрная ладья · f8 чёрный король · a7 чёрная пешка · c7 чёрная пешка · e7 чёрная ладья · f7 чёрная пешка · g7 чёрная пешка · b6 чёрная пешка · d6 чёрный слон · f6 чёрный ферзь · h6 чёрная пешка · d5 белая пешка · c4 белая пешка · g4 чёрный слон · d3 белый ферзь · g3 белая пешка · a2 белая пешка · c2 белый слон · d2 белый слон · f2 белая пешка · g2 белый король · h2 белая пешка · c1 белая ладья · e1 белая ладья | e8 чёрная ладья · f8 чёрный король · a7 чёрная пешка · c7 чёрная пешка · e7 чёрная ладья · f7 чёрная пешка · g7 чёрная пешка · b6 чёрная пешка · d6 чёрный слон · f6 чёрный ферзь · h6 чёрная пешка · d5 белая пешка · c4 белая пешка · g4 чёрный слон · d3 белый ферзь · g3 белая пешка · a2 белая пешка · c2 белый слон · d2 белый слон · f2 белая пешка · g2 белый король · h2 белая пешка · c1 белая ладья · e1 белая ладья | e8 чёрная ладья · f8 чёрный король · a7 чёрная пешка · c7 чёрная пешка · e7 чёрная ладья · f7 чёрная пешка · g7 чёрная пешка · b6 чёрная пешка · d6 чёрный слон · f6 чёрный ферзь · h6 чёрная пешка · d5 белая пешка · c4 белая пешка · g4 чёрный слон · d3 белый ферзь · g3 белая пешка · a2 белая пешка · c2 белый слон · d2 белый слон · f2 белая пешка · g2 белый король · h2 белая пешка · c1 белая ладья · e1 белая ладья | e8 чёрная ладья · f8 чёрный король · a7 чёрная пешка · c7 чёрная пешка · e7 чёрная ладья · f7 чёрная пешка · g7 чёрная пешка · b6 чёрная пешка · d6 чёрный слон · f6 чёрный ферзь · h6 чёрная пешка · d5 белая пешка · c4 белая пешка · g4 чёрный слон · d3 белый ферзь · g3 белая пешка · a2 белая пешка · c2 белый слон · d2 белый слон · f2 белая пешка · g2 белый король · h2 белая пешка · c1 белая ладья · e1 белая ладья | 1 |
|   | a | b | c | d | e | f | g | h |   |

1. e4 e5 2. Кf3 Кf6 3. d4 К:e4 4. Сd3 d5 5. К:e5 Кd7 6. К:d7 С:d7 7. O-O Сd6 8. Кc3 Фh4 9. g3 К:c3 10. bc Фg4 11. Лe1+ Крd8 12. Сe2 Фf5 13. Лb1 b6 14. c4 dc 15. С:c4 Лe8 16. Сe3 Сc6 17. d5 Сd7 18. Сf1 h6 19. c4 Лe7 20. Сd3 Фf6 21. Крg2 Крe8 22. Сc2 Фc3 23. Сb3 Крf8 24. Лc1 Фf6 25. Сc2 Лae8 26. Фd3 Сg4 27. Сd2 (см. диаграмму)
27 …Лe2! 28. Л:e2 Л:e2 29. Лf1 Л:d2, 0 : 1